# Рохас, Мануэль (президент)
Мануэль Акунья Рохас (исп. Manuel Acuña Roxas, 1 января 1892, Капис, провинция Капис, Филиппины — 15 апреля 1948, авиабаза Кларка ВВС США в Анхелесе, Филиппины) — филиппинский государственный деятель, первый президент Филиппин после провозглашения независимости страны от США (1946—1948).

## Учеба и начало профессиональной деятельности
В 1913 окончил университет Филиппин по юриспруденции как лучший в выпуске, стал частным секретарём тогдашнего президента Верховного суда Кайетано Аррелано. С 1915 по 1916 стал профессором юриспруденции.

## Политическая карьера

### Губернатор и депутат
В 1917 начал политическую карьеру как член муниципалитета родного города Капис. С 1919 — лидер правого крыла партии «Nacionalista».
1919—1921 — губернатор провинции Капис.
В 1921 успешно выставил свою кандидатуру в палату представителей Филиппин, где с 1922 по 1934 представлял первый избирательный округ провинции Капис. С 1922 также был членом государственного совета. Когда американский генерал-губернатор Филиппин Л. Вуд представил обеим палатам филиппинского конгресса в 1924 закон для принятия решения, М. Рохас вместе с президентом сената М. Кесоном вышел из состава государственного совета.

### Переговоры о независимости 1933—1934
В 1933 и 1934 вместе с С. Осменья вёл в США переговоры о независимости Филиппин от США. Результатом этих переговоров стал закон 1934 года о независимости, который предусматривал полную независимость Филиппин после переходного 10-летнего периода. Противоречия между М. Кесоном и М. Рохасом по этому закону в конечном счёте привели к роспуску партии «Nacionalista».

### Период Содружества и японской оккупации
В 1935—1938 — депутат Филиппинского Законодательного собрания.
В 1938—1941 — министр финансов. Затем был исполнительным секретарём и отвечал за отношения между президентом М. Кесоном и Военно-воздушными силами Армии США.
После начала оккупации Филиппин Японией в 1941 поддерживал прояпонское правительство президента Х.Лауреля, из-за чего после войны обвинялся в коллаборационизме и соглашательстве с японским правительством. Обвинение было отвергнуто после защиты со стороны Д. Макартура.

### Президент Филиппин
По окончании войны М. Рохас был президентом сената.
28 мая 1946 был приведён к присяге как последний президент Содружества. 4 июля 1946, когда Филиппины, наконец, получили полную независимость от США, М. Рохас стал первым президентом республики Филиппин.
В период президентства выступал за устранение материального ущерба, нанесённого стране во время войны, для чего он запрашивал, в частности, американскую экономическую помощь. В то же время он заключил договоры с США о торговых и военных отношениях на 99 лет. Большинство филиппинцев было недовольно такими сроками договоров. Кроме того, М. Рохас всё больше был озабочен внутриполитическими проблемами (коррупция, семейственность), а также ростом активности Народной антияпонской армии — вооружённого крыла Коммунистической партии Филиппин.
Мануэль Рохас умер 15 апреля 1948 года от сердечного приступа и был похоронен на Северном кладбище в Маниле.
Его внучка Мария Маргарита Рохас Моран-Флоирендо в 1973 году была коронована как «Мисс Вселенная».

## Память
Город Капис переименован в его честь.